# Chenopodium gracilispicum
Chenopodium gracilispicum är en amarantväxtart som beskrevs av Hsien Wu Kung. Chenopodium gracilispicum ingår i släktet ogräsmållor, och familjen amarantväxter. Inga underarter finns listade i Catalogue of Life.